# Rhamnus sibthorpiana
Rhamnus sibthorpiana är en brakvedsväxtart som beskrevs av Schult.. Rhamnus sibthorpiana ingår i släktet getaplar, och familjen brakvedsväxter. Inga underarter finns listade i Catalogue of Life.